# Інкальякта
Інкальякта (Inka Llaqta) — велике місто в Андах часів існування держави інків Тауантінсую. Була адміністративно-політичним та військовим центром однієї з частин держави — Кольасую. Засновано Сапа Інкою Тупак Юпанкі у 1470-х роках. Є важливою археологічною пам'яткою Болівії. Найзначущіші дослідження провів у 2002—2004 роках Леррі Кобен з Пенсильванського університету. У 2003 році внесено до переліку Світової спадщини Юнеско.

## Назва
Інкальякта з кечуа перекладається як місце Інків. Саме слово Льякта (Llaqta) має широке значення — село, місто, велике місто (мегаполіс), місце як таке, володіння. Тому спочатку йшлося лише про поселення або вказувалося на володіння Інки (тобто імператора) держави. З часом значення назви змінилося на власне «місто» як таке в імперії інків.

## Географія
Розташовано на висоті 2950 м над рівнем моря, у муніципалітеті Покона провінції Карраско департаменту Кочабамба, на відстані 130 км від м. Кочабамба.

## Історія
У 1470-х роках засновано імператором інків Тупак Юпанкі як фортеця та поселення, що обслуговувало військових. В цей час слугувало форпостом у завойовницьких походах. Інкальякта було базою у війнах з племенами гуарані. Втім останнім вдалося завдати поразки інкам та спалити Інкальяхту.
Інкальякта фактично перетворюється на місто завдяки діяльності наступного Сапа Інки Уайни Капака, який не лише відновив поселення, а й значно розбудував місто, наказавши звести численні споруди. Водночас сюди було переселено значну кількість поселенців з корінних земель кечуа. При цьому імператор посилив оборони від нападів племені чірігуа. З падінням держави інків місто спорожніло, оскільки спочатку пішли звідси вояки, а потім насильно переміщені люди.

## Опис
За свідченням археологів, він був побудований, структурно, точною копією столиці інків Куско. На території цього археологічного комплексу налічується близько 40 різних будівель, які обгороджені кам'яною стіною. Більшість будівель були зведені наприкінці XV ст. Спочатку загальна площа поселення становила 80 га. Пізніше місто був реконструйовано і площа зменшилася до 67 га.
В свій час тут розміщувалися бойові споруди (мур з 10 нішами та 4 бійницями), захисні будови і житлові конструкції, які натепер розкопані та досліджені археологами.
В Інкальяхте було побудовано найбільшу (для свого часу) криту будівлю Західної півкулі — Кальанка (Дім зборів). Прямокутна будівля, зведена близько 1500 року, мало 78 м завдовжки і 25 м завширшки, дах розташовувався на 24 величезних колонах, що в поперечнику мали ширину 2 м. Рештки стін, на думку вчених, дають можливість припустити висоту будівлі, яка була вище 12 м.
За Кальанкою, в західній частині міста, розташовані: ритуальна платформа у вигляді шестигранної зубчастої структури, яка призначалася для календарного літочислення і астрономічних розрахунків, а також зовнішні стіни міста.